# Festspielhaus Hellerau

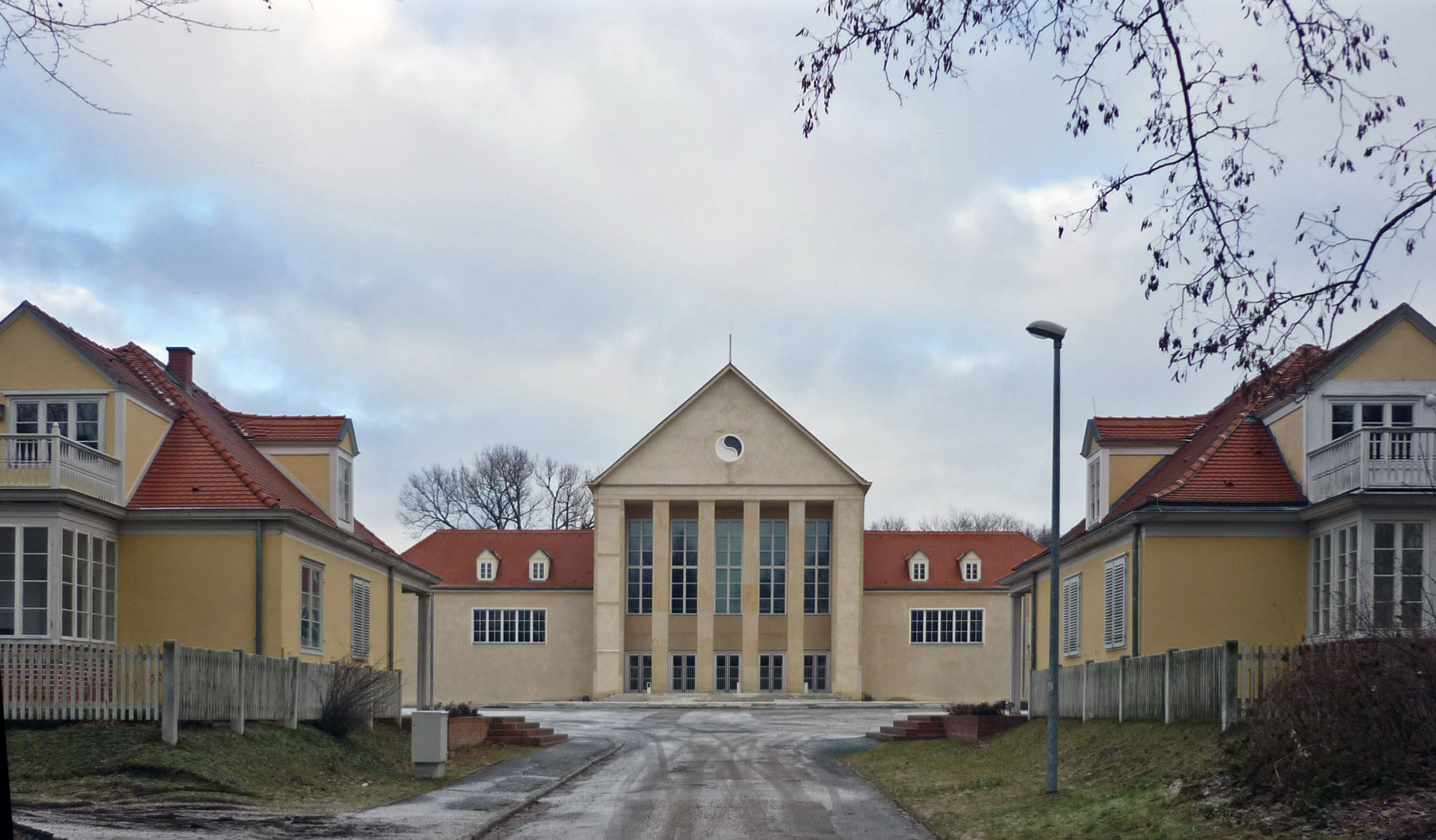
Festspielhaus Hellerau im Jahr 2013; im Vordergrund zwei der ursprünglichen Lehrerwohnhäuser

Das Festspielhaus Hellerau entstand 1911 im Stile der Reformarchitektur in der heute zu Dresden gehörenden Gartenstadt Hellerau. Der Architekt war Heinrich Tessenow. Es gilt als ein Hauptwerk der Architektur des 20. Jahrhunderts.
Errichtet wurde das Festspielhaus als Schulgebäude für die „Bildungsanstalt für Musik und Rhythmus von Émile Jaques-Dalcroze“. Die Bildungsanstalt war eine Internatsschule. Entsprechend wurden Schülerpensionate und Lehrerwohnungen in unmittelbarer Umgebung zum Hauptgebäude errichtet, so dass sich ein Gebäudeensemble bildete. Umgangssprachlich wird bei Verwendung des Begriffs „Festspielhaus Hellerau“ nicht zwischen dem eigentlichen Festspielhaus an sich und dem Festspielhausgelände mit seinen anderen Gebäuden unterschieden. Der Name „Festspielhaus“ kam nach den ersten dort veranstalteten Festen auf. Offiziell wurde dieser Name erst in der zweiten Hälfte des 20. Jahrhunderts benutzt.

## Architektur

### Festspielhaus
Das Festspielhaus ist ein achsensymmetrisches Gebäude. Seine Hauptachse ist von Nord nach Süd ausgerichtet. Die Grundfläche des Gebäudes beträgt 53 × 47 Meter. Der Mittelbau mit dem Festsaal überragt mit 36 Metern Firsthöhe die Seitenflügel um 16 Meter. An der Nord- und der Südseite ist diesem Mittelbau jeweils ein vier Meter tiefer Portikus mit quadratischen Pfeilern vorgebaut. Über den Pfeilern erhebt sich ein Giebel in Form eines gleichschenkligen Dreiecks, in dessen Tympanon das Symbol der Bildungsanstalt, ein Yin-Yang-Zeichen angebracht ist. Die Zwischenräume der Pfeiler geben den Blick auf die Fenster und Eingangstüren frei. Die Pfeiler und die Ecken des Portikus sind mit Sandstein verkleidet. Die Dachgauben wiederholen die Form des Spitzgiebels.
Zwei zweigeschossige Seitenflügel schließen U-förmig jeweils einen eingeschossigen Oberlichtsaal ein. Das gesamte Gebäude ist schmucklos und mit einem Kalkputz von heller Ockerfarbe versehen. Alle Teile des Gebäudes lassen sich auf geometrische Grundfiguren wie Quadrat, Rechteck und Dreieck zurückführen. Tessenow schuf ein eigenes Proportionssystem für diesen Bau und wendete dieses bis in die Details an.
Der große Saal erstreckt sich, sieht man von der eingeschossigen Eingangshalle ab, welche 9 Meter tief in den Saal hineingebaut ist, über den gesamten Mittelbau. Er ist 45 Meter lang, 16 Meter breit und 12 Meter hoch und hat an allen vier Seiten große Fenster. Die Decke ist offen. Die Beleuchterbrücken befinden sich zwischen dem Dachgebälk. Das nördliche Ende des Saales bildet den Bühnenraum. Die bespielbare Fläche misst bei der üblichen amphitheatralen Bestuhlung 16 × 20 Meter. Rechts und links des Saals befinden sich kleinere Seitenbühnen, die bei Bedarf zum Saal hin geöffnet werden können. Im Boden vor dem Bühnenraum ist mittig ein mobiles Tafelbodensystem installiert. Durch Absenken dieser Böden kann unter anderem ein Orchestergraben ermöglicht werden. Über diese Öffnung wird auch das mobile Bestuhlungssystem, welches maximal 400 Sitzplätze bietet, bei Nichtgebrauch im Kellergeschoss verstaut.
Die eingeschossigen und 17 × 8 Meter großen Oberlichtsäle dienen heute als variable Veranstaltungsräume. Sie sind durch Türen in ihren vier Wänden mit allen umliegenden Räumen verbunden. Im westlichen Oberlichtsaal sind Wandarbeiten von Nancy Spero aus dem Jahr 1998 konserviert. Die Seitenflügel des Festspielhauses beherbergen neben den Treppenhäusern viele Räume, welche flexibel genutzt werden können, da die ursprünglich von Tessenow für den Schulbetrieb eingebauten Sanitäranlagen und Umkleideräume nicht wieder hergestellt wurden. Obendrein wurden die Büros zur Verwaltung des Hauses in das „Seitengebäude West“ ausgelagert.

### Lehrerwohnhäuser
Gegenüber dem Festspielhaus auf der Südseite des Festspielhausplatzes stehen die vier Lehrerwohnhäuser. Sie waren für die leitenden Lehrer der Bildungsanstalt vorgesehen. Die vier Häuser waren identisch. Eingeschossig mit einem ausgebauten Dachgeschoss, kragt das Dach über der Vorderseite hervor. Jeweils zwischen zwei Häusern wurden diese Vordächer mit einer Pergola verbunden. Auf der Gartenseite haben diese Pensionshäuser im Erdgeschoss eine Veranda und im Dachgeschoss einen Balkon. Beim Bau der Häuser setzte Tessenow zum ersten Mal die von ihm patentierte Tessenow-Wand ein. Nach ihrer Nutzung als Offizierswohnhäuser wurden die Gebäude ab 1992 substanzschonend saniert. Heute sind die vier Häuser Sitz der Kulturstiftung des Freistaates Sachsen.

### Seitengebäude

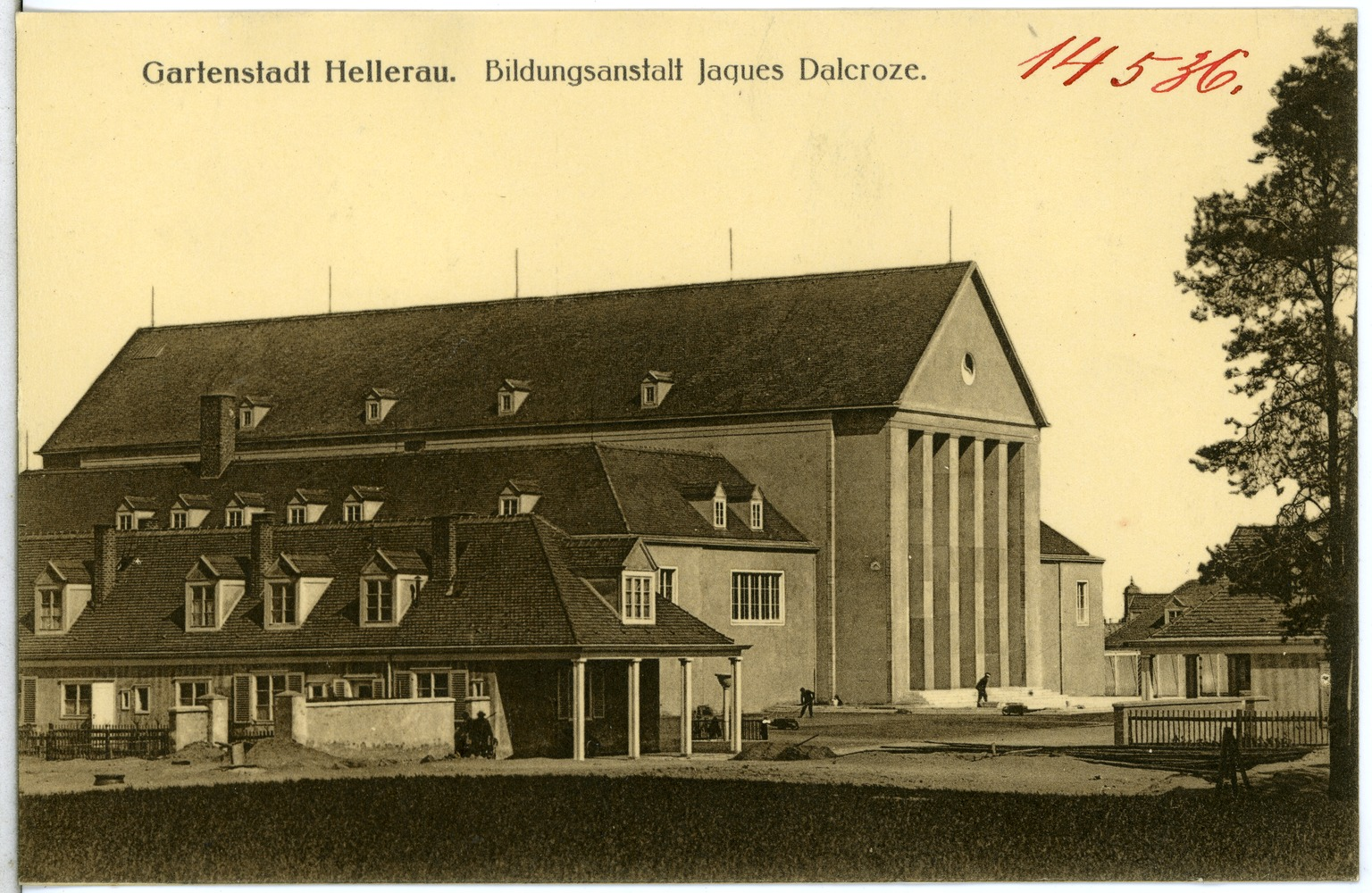
Bildungsanstalt Jaques-Dalcroze (1912)

Ursprünglich wurden an den Seiten des Festspielhausplatzes vier eingeschossige Schülerwohnhäuser erbaut, welche sich von ihren Proportionen an die Lehrerwohnhäuser anlehnten. Es standen jeweils zwei an der Ost- und Westseite, so dass der Platz einen offenen Charakter hatte. Nach der Übernahme des Festspielhausgeländes in Staatseigentum wurden diese Schülerwohnhäuser abgerissen und an ihrer Stelle zwei Kasernengebäude errichtet, welche den Platz bis heute abriegeln. Die zweigeschossigen Kasernengebäude haben eine Firsthöhe von 13 Metern. Der Dachstuhl der beiden Gebäude ist jeweils ein denkmalgeschützter Ludwig-Kroher-Dachstuhl. Der Kasernenflügel West wurde saniert und dient heute unter dem Namen „Seitengebäude West“ als Verwaltungsgebäude, Besucherzentrum und Heimstatt verschiedener Vereine. Außerdem befinden sich 10 Künstlerapartments in ihm. Der Kasernenflügel Ost wird derzeit saniert.

### Großes Pensionshaus
1911 errichtete der Architekt Carl Sattler ein großes Pensionshaus im Süden des Festspielhausgeländes. Es sollte nicht nur zum Wohnen dienen, sondern auch Möglichkeiten zur Zusammenkunft bieten. Damit das Haus zu den von Tessenows entworfenen Gebäuden passte, plante Sattler einen zweigeschossigen Bau mit ausgebautem Dach und Souterrain. Unten befanden sich die Wirtschaftsräume inklusive Küche und Wohnräumen für die Angestellten. Im Hochparterre umschlossen mehrere Gesellschaftsräume sowie Schülerunterkünfte den zentralen Speiseraum mit Zugang zu Terrasse und Garten. Weitere Pensionszimmer befanden sich im Dachgeschoss.
Nach dem kriegsbedingten Niedergang der Bildungsanstalt stand das Pensionshaus ab 1915 leer. 1920 eröffnete Carl Theil in diesem Gebäude die „Neue Schule Hellerau“. Zwischen 1921 und 1924 nutzte Alexander S. Neill mit seiner „Internationalen Freien Schule“ hauptsächlich dieses Gebäude. Ab 1925 mietete die Mathilde-Zimmer-Stiftung das Pensionshaus, welches sie später kaufte. Sie betrieb darin ein Töchterheim, in welchem Mädchen „auf ihre Aufgaben in Beruf, Ehe und Familie vorbereitet“ wurden.
Mit der Umwandlung des Festspielhausgeländes in eine Polizeikaserne wurde die Mathilde-Zimmer-Stiftung enteignet und das Gebäude als Kantine genutzt. Ab 1945 war es ein Offizierskasino. Nach dem Abzug des Militärs 1992 stand das Gebäude wieder lange leer. Die Mathilde-Zimmer-Stiftung bekam die Immobilie restituiert und verkaufte sie 2011 an einen Immobilienentwickler, der das große Pensionshaus sanierte und darin Wohnungen einbaute.

### Außenanlagen
Der Festspielhausplatz besaß ursprünglich vier säulenförmige Brunnen, welche in den vier Ecken des Platzes installiert waren. Mit der Umwandlung zur Kaserne wurden diese abgebaut. Auf der Freitreppe zum Haupteingang des Festspielhauses waren zwei Laternen auf Ständern installiert, welche die einzige Platzbeleuchtung darstellten. Ihr Verbleib ist unklar. Das Festspielhausgelände war mit Mauern zwischen den Schülerwohnhäusern und dem Festspielhaus zum Platz hin abgeteilt. Hinter den Mauern befanden sich beiderseits des Hauptgebäudes Licht- und Luftbäder. Diese verschwanden mit der Umwidmung zur Kaserne. Dafür wurden im Nordwesten Gebäude für Garagen und Werkstätten erbaut. Die reale Existenz des in Tessenows Plänen eingezeichneten quadratischen Spielplatzes hinter dem Festspielhaus ist nicht nachweisbar.

## Geschichte

### 1909–1914

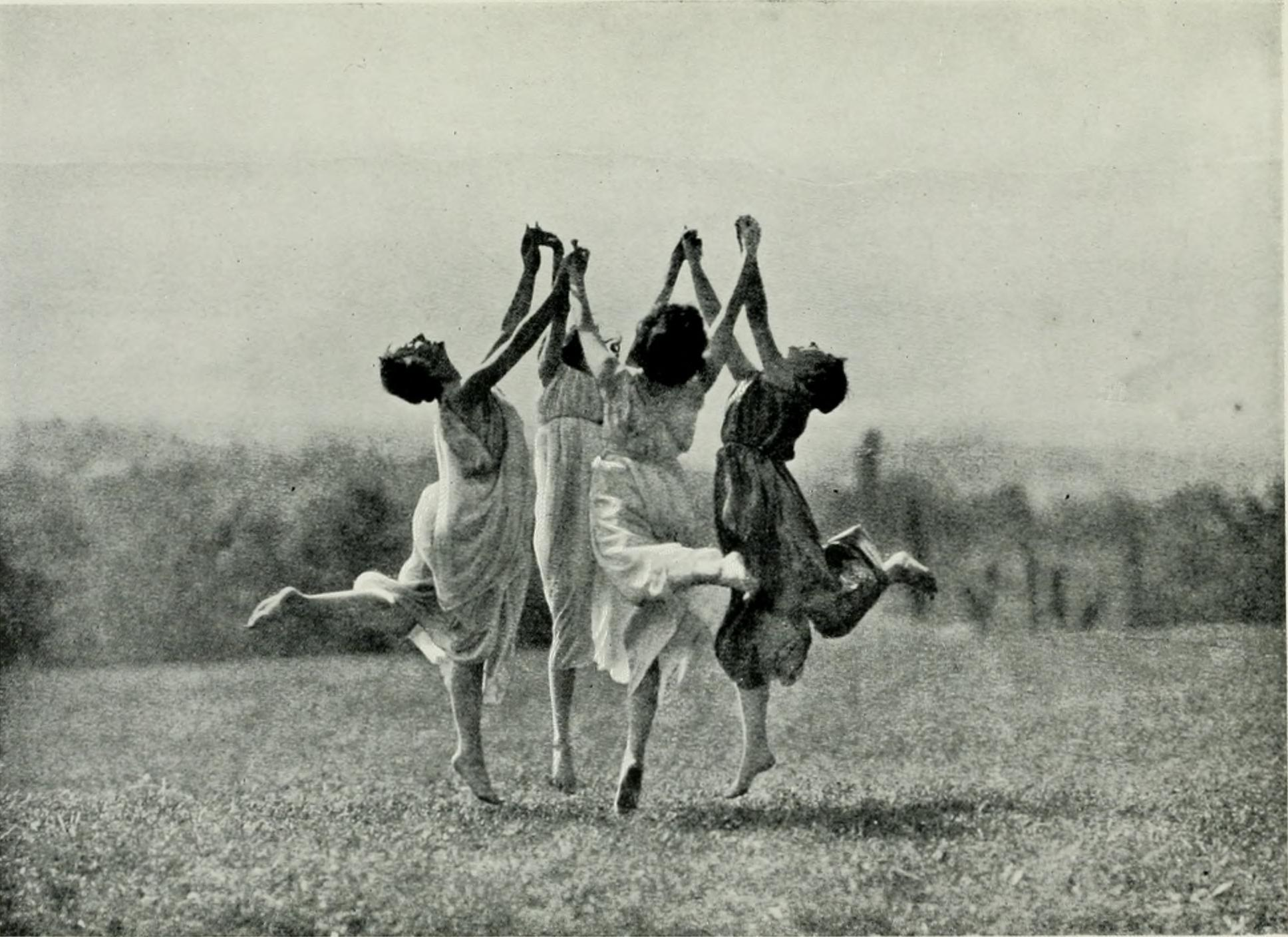
Schülerinnen auf einer Wiese vor dem Festspielhaus 1912

Fußend auf den Gedanken der Lebensreform sollte in der Gartenstadt Hellerau nicht nur gewohnt und gearbeitet werden. Die Einwohner sollten auch die Möglichkeit zur musischen Bildung bekommen. Bereits 1907 erschien in der Kulturzeitschrift „Hohe Warte“ ein vom Prager Musikwissenschaftler Karl Batka verfasster „Plan zur musikalischen Organisation der Gartenstadt Hellerau“. Herausgeber der Zeitschrift war Joseph August Lux, zu dem Zeitpunkt Leiter der Berufsschule der „Deutschen Werkstätten für Handwerkskunst G.m.b.H. Dresden und München“ in Dresden. Batka schlägt in seinem Plan unter anderem vor, die Hellerauer Kinder ab dem sechsten Lebensjahr nach der auf deutsche Verhältnisse angepassten „Methode Jaques-Dalcroze“ lernen zu lassen. Später sollen die Kinder ein Instrument lernen und noch später soll ein Orchester aus Hellerauern häufig öffentlich musizieren.
Im Oktober 1909 veranstaltete im Rahmen einer Deutschland-Tournee Émile Jaques-Dalcroze mit seinen Genfer Schülerinnen eine Vorführung seiner Methode in Dresden. Wolf Dohrn war an diesem Abend anwesend. Am folgenden Tag schlug er gemeinsam mit Karl Schmidt dem Musikpädagogen vor, sein Institut nach Hellerau zu verlegen. Karl Schmidt bevorzugte eine zurückhaltende Herangehensweise und wollte Holzbauten errichten, die sich mit wachsender Schülerzahl erweitern ließen. Auch wollte er den Plan eines noch zu bauenden Volkshauses am Markt in Hellerau nicht aufgeben. Darin war er sich mit Richard Riemerschmid einig, der als Chefplaner der Gartenstadt das architektonische Gesamtbild überwachte. Wolf Dohrn dagegen wollte von Anfang an das Dalcrozesche Institut groß errichten. Er war der Ansicht, dass der moderne Mensch aufgrund der technischen Entwicklung „entrhythmisiert“ sei, was ihn an seiner Weiterentwicklung hindere. Also begeisterte sich Dohrn an dem Konzept der Rhythmik und wollte mit Jaques-Dalcroze den Rhythmus „zur Höhe einer sozialen Institution“ erheben, was 1913 zum Zerwürfnis zwischen den Gartenstadtgründern führte.
Ab dem Frühjahr 1910 begann Émile Jaques-Dalcroze gemeinsam mit Adolphe Appia, Alexander von Salzmann und Heinrich Tessenow das Konzept für die Bildungsanstalt auszuarbeiten. Wolf Dohrn bemühte sich um die Finanzierung. Dazu konstituierte sich am 30. Mai 1910 in Dresden das „Komitee zur Gründung einer musikalischen Bildungsanstalt Jaques-Dalcroze“ unter Vorsitz von Nikolaus Graf von Seebach, dem schon bald über hundert Dresdner Persönlichkeiten angehörten. Allerdings gelang es dem Komitee nicht, die Stadt Dresden von einer Finanzierung zu überzeugen. Es wurde eine GmbH als Träger der Bildungsanstalt gegründet. Der Vertrag mit einer Laufzeit über zehn Jahre zwischen ihr und Émile Jaques-Dalcroze als angestelltem Leiter wurde am 7. Juli 1910 unterzeichnet. Im September 1910 belief sich die Bareinlage der „Bildungsanstalt für Musik und Rhythmus von Émile Jaques-Dalcroze G.m.b.H.“ auf 295.000 Mark. Mehr als die Hälfte des Geldes stammte aus dem Privatvermögen von Wolf und Harald Dohrn. Ebenfalls zu den Einlagen zählte das Grundstück mit einer Fläche von 35.000 m², welches die „Gartenstadtgesellschaft Hellerau m.b.H.“ als Mitgesellschafter einbrachte.
Im Oktober 1910 wurde Jaques-Dalcroze mit seiner Familie in Hellerau sesshaft. Mit ihm kamen seine engste Mitarbeiterin Nina Gorter sowie 45 Schülerinnen und Schüler, die ihren Unterricht bereits in Genf begonnen hatten. Am 22. April 1911 erfolgte die feierliche Grundsteinlegung der Bildungsanstalt. Der Bau des großen Pensionshauses erfolgte und bereits im November 1911 fand der Unterricht im westlichen Flügel des halbfertigen Festspielhauses statt. Bis dahin hatte Jaques-Dalcroze auf Vermittlung von Nikolaus von Seebach Räumlichkeiten im alten Ständehaus in Dresden genutzt.

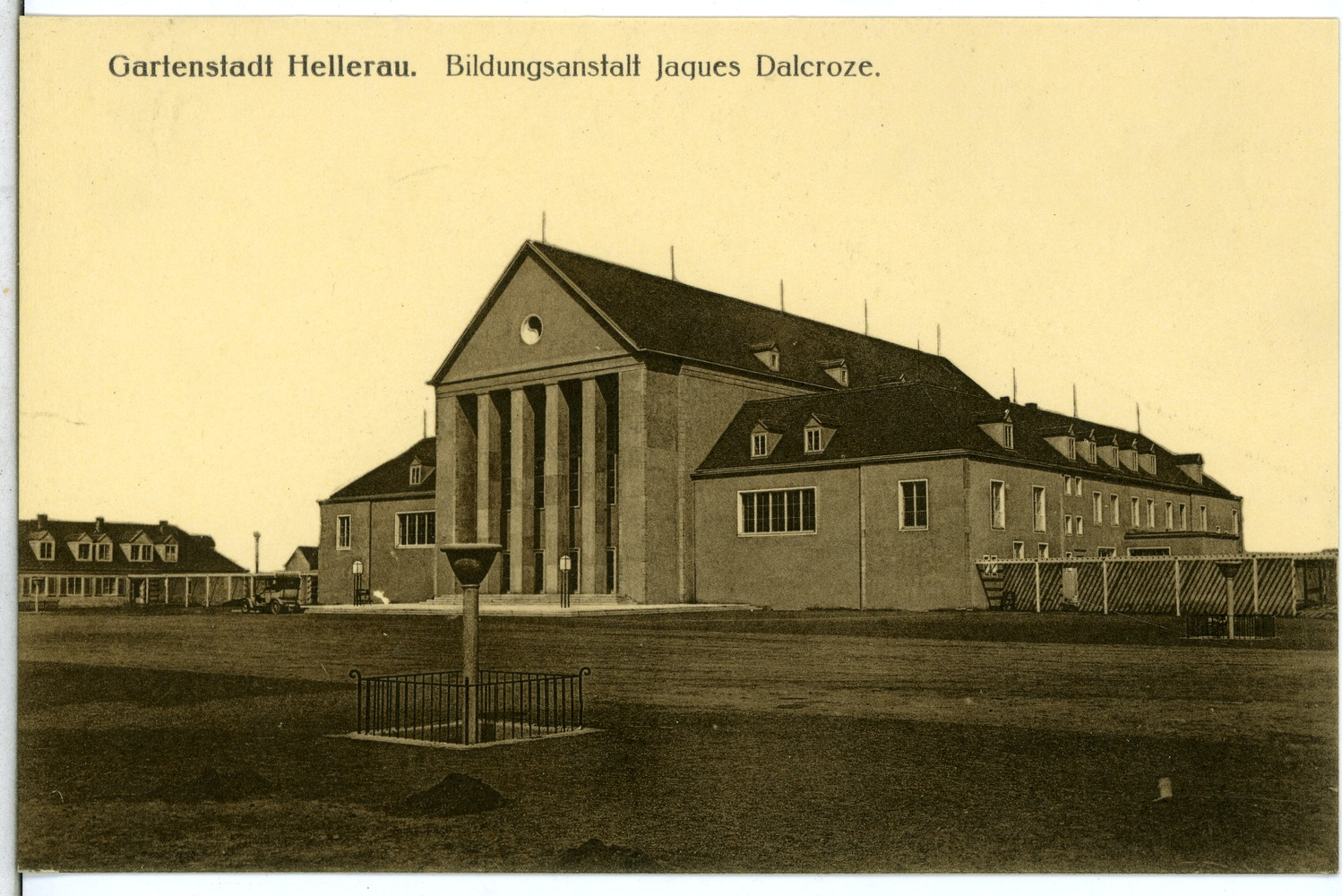
Bildungsanstalt Jaques-Dalcroze (1912)

1912 war die Bildungsanstalt fertiggestellt. Statt der geplanten 450 000 Mark betrugen die Baukosten am Ende ca. 1,5 Millionen Mark.
Zum Schuljahresende im Juni 1912 und 1913 fanden jeweils mehrtägige Schulfeste statt, in denen die Schüler ihre erworbenen Fertigkeiten vorführten. Diese Feste fanden große Beachtung und begründeten den Ruf der Bildungsanstalt als Festspielhaus. Viele namhafte Vertreter der europäischen Kunstavantgarde der Zeit reisten deshalb nach Hellerau.
Die Bildungsanstalt hatte einen hohen Finanzbedarf, wofür von Zeitgenossen die hohen Kosten für die Beleuchtungsanlage des großen Saals verantwortlich gemacht wurden. Wolf Dohrn beantragte vergeblich eine institutionelle Förderung durch die Stadt Dresden. Eine Theatergesellschaft sollte einen gewinnbringenden Theaterbetrieb zur Querfinanzierung etablieren. Als erstes Ergebnis kam am 5. Oktober 1913 das Stück „Mariä Verkündigung“ von Paul Claudel in der Übersetzung von Jakob Hegner zu seiner Welturaufführung. Émile Jaques-Dalcroze selbst beteiligte sich nicht an der Inszenierung, da seine „Methode Jaques-Dalcroze“ nichts mit Theater zu tun hatte. Mitglieder der Schülerschaft aber waren als Mitwirkende dabei. Im Schuljahr 1913/14 gab es 495 Schüler an der Bildungsanstalt.
Am 4. Februar 1914 starb Wolf Dohrn bei einem Skiunfall in den Alpen. Sein jüngerer Bruder Harald Dohrn als Miteigentümer übernahm die Verantwortung für die Bildungsanstalt. Unterstützt wurde er dabei von Nina Gorter. In den Sommerferien weilte Jaques-Dalcroze in Genf, wo er das selbstkomponierte Festspiel „Fête de Juin“ inszenierte. Wegen des währenddessen ausgebrochenen Krieges konnte er sein Land nicht Richtung Hellerau verlassen. Die Sommerkurse wurden abgebrochen und die Bildungsanstalt für die Dauer des Krieges geschlossen. Ende September unterzeichnete Jaques-Dalcroze zusammen mit anderen Schweizer Künstlern den „Genfer Protest“' gegen die Beschießung der Kathedrale von Reims durch deutsche Truppen. Daraufhin wurde er, wie auch der Mitunterzeichner Ferdinand Hodler im Deutschen Reich mit einer chauvinistischen Pressekampagne überzogen, welche es ihm unmöglich machte, zurückzukehren und seinen laufenden Vertrag als Leiter der Bildungsanstalt zu erfüllen. Neben sämtlichen ausländischen Lehrern und Schülern musste auch Alexander von Salzmann das Land verlassen. Im November bildete sich ein „Ausschuss zur Gründung eines Vereins zur Erhaltung der Methode Jaques-Dalcroze in Deutschland“ aus den Reihen der in Hellerau verbliebenen deutschen Lehrer und Schüler.

### 1915–1925
Im März 1915 musste die „Bildungsanstalt für Musik und Rhythmus von Émile Jaques-Dalcroze G.m.b.H.“ Konkurs anmelden. Im Rahmen des Konkursverfahrens, welches durch einen Zwangsvergleich mit den Gläubigern beendet wurde, kam es zu Veränderungen bei der G.m.b.H. Ab 1915 firmierte sie unter Bildungsanstalt Hellerau G.m.b.H. und beschränkte sich auf das Immobilienmanagement des Festspielhausgeländes. Geschäftsführender Gesellschafter blieb Harald Dohrn.
Im Sommer gründete der im November gebildete Ausschuss einen „Verein für rhythmisch-musikalische Erziehung Hellerau“ aus Lehrern, Schülern und Freunden der Methode Jaques-Dalcroze. Mit dessen Hilfe wurde am 1. Oktober 1915 die bis 1918 bestehende „Neue Schule für angewandten Rhythmus“ unter Leitung von Kurt Böckmann gegründet.
1919 stand das Festspielhaus leer. Um das Gelände zu beleben, siedelte Harald Dohrn die von Tessenow gegründete Handwerkergemeinde in den Schülerwohnhäusern an. Im selben Jahr eröffneten die ehemaligen Dalcroze-Schüler Valeria Kratina, Christine Baer-Frisell und Ernst Ferand-Freund ihre „Neue Schule für Rhythmus, Musik und Körperbildung“. In Trägerschaft des neu gegründeten „Schulverein Hellerau e. V.“ wurde im Frühling 1920 die von Carl Theil geführte reformpädagogische „Neue Schule Hellerau“ auf dem Gelände der Bildungsanstalt als herkömmliche Privatschule eingerichtet. Im März 1921 organisierte Bruno Tanzmann den „Ersten Germanischen Bauernhochschultag“ im Festspielhaus. Den ganzen September über fanden im Festspielhaus von Tanzmann organisierte Beispiellehrgänge der „Deutschen Bauernhochschule Hellerau“ statt.
Ebenfalls im September 1921 wurde der britische Reformpädagoge A. S. Neill in Hellerau als Englischlehrer an der „Neuen Schule“ tätig. Er erarbeitete mit Baer-Frisell die Pläne für eine „Internationale Schule Hellerau“. Bereits Ende 1921 machte Neill Werbung für seine Neugründung, auch wenn sie verwaltungstechnisch nur eine Abteilung der „Neuen Schule“ war. Trotzdem ist 1921 das offizielle Gründungsdatum für die Demokratische Schule Summerhill.
Neill gründete im Februar 1922 als Schulträger die gemeinnützige „Neue Schule Aktiengesellschaft“. Erleichtert hatte ihm den Schritt, dass er als Engländer in Zeiten der Inflation über harte Währung verfügte. Die „Neue Schule AG“ übernahm im Sommer 1922 die Trägerschaft für die „Neue Schule“. Carl Theil verließ Hellerau. Da Neill von der Schulbehörde wegen nicht vergleichbarer Abschlüsse nicht als Schulleiter akzeptiert wurde, musste die Struktur der Schulverwaltung erneut umgestellt werden. Der neue Schulleiter wurde der Reformpädagoge Harless von der Odenwaldschule.
Die drei Schuleinheiten unter dem Überbegriff „Neue Schule“, die Rhythmik-Abteilung, die deutsche Abteilung und die Ausländer-Abteilung, kooperierten in jenen Jahren auf das Engste. Sie nutzten gemeinsam das große Pensionshaus genauso wie den Ostflügel des Festspielhauses. Der handwerkliche Unterricht fand in den Werkstätten der Handwerkergemeinde statt. Auch die Verbindung zu den „Deutschen Werkstätten“ war nie abgebrochen. Trotzdem befanden sich die Schulen permanent in einer wirtschaftlich desolaten Lage.
1923 kam als neuer Schulleiter Alois Schardt nach Hellerau. Durch die Ruhrkrise bekam Neills „Internationale Schule“ Schwierigkeiten mit den deutschen Behörden wegen der dort unterrichteten ausländischen Kinder. Aufgrund der politischen Unruhen in Sachsen litt bereits die deutsche Abteilung der „Neuen Schule“ an Schülermangel. Als am 23. Oktober die Reichswehr in Sachsen einmarschierte und die Reichsexekution ausführte, verließ Neill mit seinen verbliebenen Schülern für immer Hellerau. Die „Internationale Schule“ schloss offiziell 1924.
Während seiner Zeit in Hellerau erarbeitete Schardt eine Ausstellung expressionistischer Malerei, die er im Sommer 1925, begleitet von selbst gehaltenen kunsthistorischen Vorträgen, im Festspielhaus Hellerau präsentierte. Die „Neue Schule Hellerau“ musste aufgrund der schlechten allgemeinen Wirtschaftslage im Herbst 1925 schließen und Schardt zog fort. Die „Neue Schule für Rhythmus, Musik und Körperbildung“ ging wegen der Wirtschaftskrise nach Laxenburg bei Wien und zog im Juni aus ihren bisherigen Räumen aus. Am 1. Juli 1925 eröffnete die Mathilde-Zimmer-Stiftung ihr Töchterheim im großen Pensionsgebäude. Dieses Haus wurde „Rietschel-Schilling-Haus“ getauft.

### 1926–1938
Ab 1926 bot im Ostflügel des Festspielhauses ein „Seminar für Frauenbildung“ unter Leitung von Elisabeth Hunaeus eine Ausbildung zur Kindergärtnerin an. Ansonsten diente das Gebäude als Lager. In einem der Schülerwohnhäuser wurde das katholische „Landheim Hellerau“ eingerichtet. Der Platz war vorhanden, da sich die Tessenowsche Handwerkergemeinde 1926 auflöste. Nur Jakob Hegner verblieb mit seiner Druckerei und seinem Verlag in dem gemieteten Schülerwohnhaus, welches Tessenow nach seinen Bedürfnissen umgebaut hatte. 1928 tagte im Festspielhaus der Bundestag des Kronacher Bundes. Für die Sächsische Landeswohlfahrtsstiftung eröffneten Else Ulich-Beil 1929 eine Staatliche Wohlfahrtsschule, an der von 1929 bis 1934 auch Elisabeth Rotten eine Lehrtätigkeit ausübte. 1930 gingen alle Firmen Jakob Hegners in Konkurs. Mit seinem darauf folgenden Weggang aus Hellerau wurde auch das von ihm genutzte Haus frei. 1931 mietete Dora Menzler Räume im Festspielhaus für ihre „Schule für Gymnastik, gestaltete Bewegung und Musikerziehung“.
Ab 1932 bemühte sich Alfred Reucker, das Festspielhaus als musikalische Aufführungsstätte wieder zu beleben. Das Haus wurde als Probebühne für die Staatsoper Dresden genutzt. Ein großer Erfolg war die Aufführung der Oper Iphigenie in Aulis von Christoph Willibald Gluck unter der Regie von Alexander Schum und der musikalischen Leitung von Fritz Busch. 1933 folgte noch die Aufführung von Glucks Oper Alceste. Mit der Amtsenthebung Reuckers durch die Nationalsozialisten scheiterte eine dauerhafte Nutzung des Festspielhauses durch die Staatsoper. Ebenfalls 1933 verließ das „Seminar für Frauenbildung“ das Gelände. Dora Menzler überschrieb gezwungenermaßen ihre Schule an ihre Angestellte Hildegard Marsmann, welche die Räume im Festspielhaus aufgab. Die Bildungsanstalt GmbH vermietete bis 1936 Räume an den Deutschen Luftsportverband. Das Festspielhaus stand leer.
1934 war das Festspielhaus Spielstätte der Ersten Reichstheaterwoche. Es wurde Händels Oper Julius Cäsar gegeben. Die „Staatliche Wohlfahrtsschule Hellerau“ musste auf staatliche Anordnung hin 1935 schließen. Harald Dohrn verkaufte im selben Jahr seine Anteile an der „Bildungsanstalt Hellerau GmbH“ an den Mitgesellschafter „Gartenstadtgesellschaft Hellerau mbH“ und verließ Hellerau. Auch der Gartenstadtgesellschaft gelang eine Revitalisierung des Geländes nicht und so kam es 1937 zu Verkaufsverhandlungen. Im Februar 1938 kaufte der Staat das Gelände für 430 000 Reichsmark.

### 1939–1991
Es folgten der Abriss der vier Schülerwohnhäuser und die Errichtung der Kasernengebäude an gleicher Stelle. Im Festspielhaus fanden größere Umbauten zur Anpassung an einen Kasernenbetrieb statt. So wurden unter anderem die ursprünglich zweigeschossigen Seitenbühnen mit Zwischendecken versehen und unter dem Dach Mannschaftsunterkünfte eingebaut. Im Nordwesten des Geländes entstand ein Garagenkomplex. Bereits im Juni 1939 bezog die Polizei die Kaserne und richtete auf dem Gelände die Polizeischule Hellerau, ab August 1943 Polizei-Waffenschule Hellerau I, ein. Die stationierte militärische Einheit war das „Polizei-Unterführer-Lehr-Bataillon Dresden-Hellerau“. Da zu jener Zeit die Polizei Heinrich Himmler unterstand, ist eine spätere Zuschreibung als „SS-Kaserne“ nicht völlig falsch, allerdings sollte diese Polizei-Kaserne nicht mit der unweit gelegenen SS-Pionier-Kaserne des „SS-Pionier-Ausbildungs- und Ersatz-Bataillon 1“ in der Hellerhofstraße. verwechselt werden.

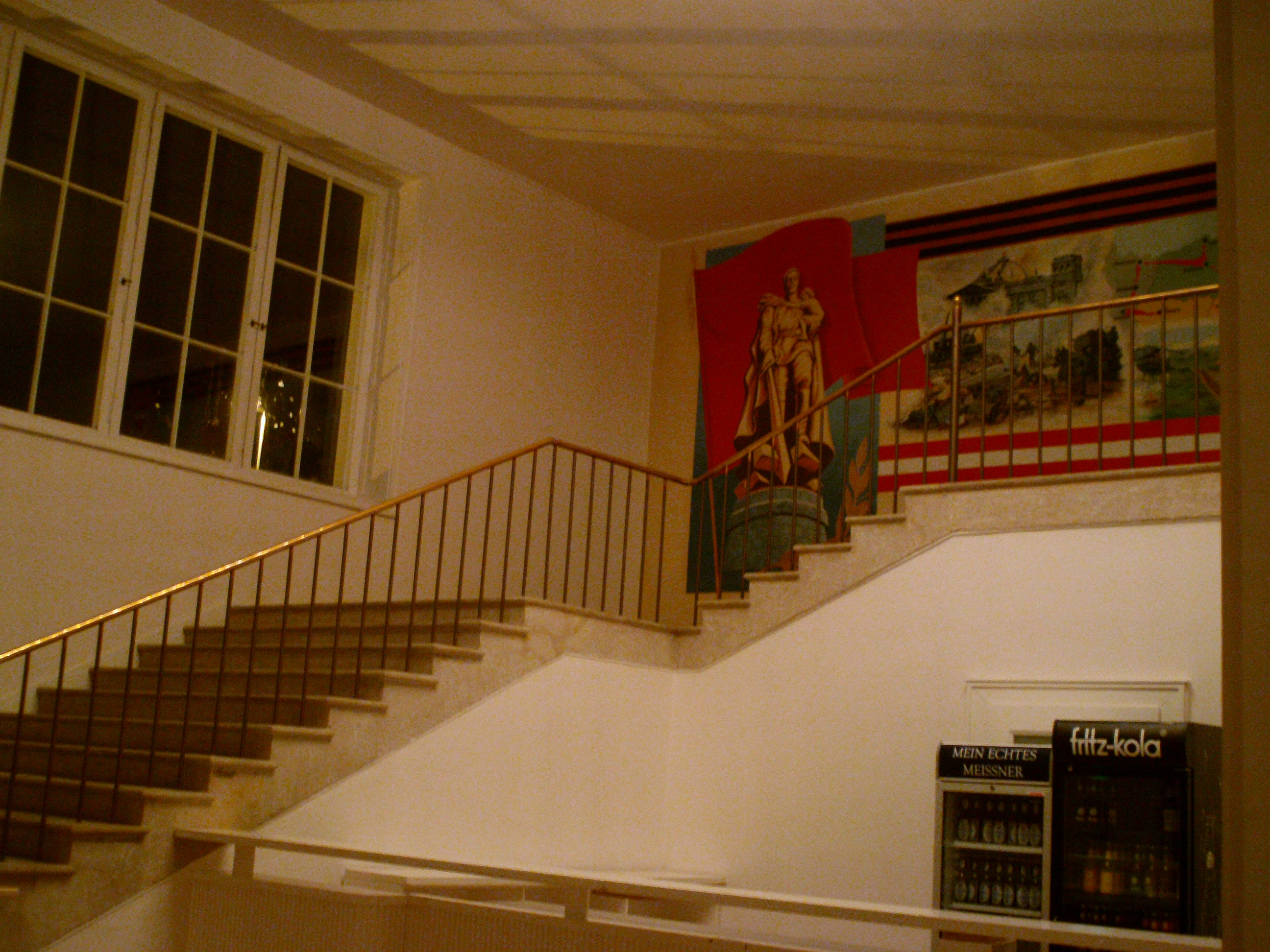
Westliches Treppenhaus 2015

Nach Kriegsende wurde das Gelände durch die Rote Armee übernommen und als Lazarett und Kaserne weitergenutzt. Der große Saal war Sporthalle. 1979 erfolgte die noch heute erhaltene Ausmalung der Treppenhäuser im Foyer durch Angehörige des dort stationierten 189. Sanitätsbataillons der 11. Gardepanzerdivision der Sowjetarmee. Im selben Jahr wurde das Festspielhaus in die Zentrale Denkmalliste der DDR eingetragen, etwaige Konsequenzen zu Erhalt und Nutzung ergaben sich aus dieser in diesem Fall nur deklamatorischen Aufnahme für die Besitzer bzw. Nutzer nicht.
Nach der Wende in der DDR gründete sich 1990 der „Förderverein für eine Europäische Werkstatt für Kunst und Kultur Hellerau e. V.“. Zu den Gründungsmitgliedern gehörten unter anderem Erich Heyduck, Michael Faßhauer, Annette Jahns, Werner Ruhnau und Johannes Heisig. Als Vorstandsvorsitzender wurde Detlev Schneider gewählt.

### 1992–2003
1992 endete die militärische Nutzung des Geländes. Es wurde zunächst vom Bundesvermögensamt verwaltet und wechselte noch im selben Jahr in das Eigentum des Freistaats Sachsen.
Das Staatsschauspiel Dresden organisierte gemeinsam mit dem „Förderverein Europäische Werkstatt“ das „Fest I“, welches auf dem Vorplatz stattfand. Auf Grund des ruinösen Zustandes war ein Betreten des Festspielhauses bauordnungsrechtlich zu diesem Zeitpunkt noch untersagt. Im Sommer 1993 begann die Wüstenrot-Stiftung mit der Sanierung der beiden östlichen ehemaligen Lehrerwohnhäuser. Ebenfalls 1993 gab es ein „Fest II“ mit dem Schwerpunkt auf Performancekunst. Für dieses Fest wurden neben dem Vorplatz hauptsächlich der Seitenflügel West und die Garagen genutzt.
Im Februar 1994 erhielt der Förderverein eine Vorläufige Besitzeinweisung für das Gelände. Im Frühjahr 1994 finanzierte die Deutsche Stiftung Denkmalschutz ein Notdach aus weißer Plastikfolie für den Mittelbau des Festspielhauses. Die Fördersumme betrug 200.000 DM Zum „Fest III“ 1994 konnte der große Saal wieder bespielt werden. Der Regisseur Carsten Ludwig inszenierte „Ein Monat in Dachau“ von Wladimir Sorokin unter Einbeziehung einer Feldbahn, deren Schienen vom Vorplatz längs durch den großen Saal bis hinter das Gebäude verlegt wurden. Vor dem Festspielhaus gab die Band Laibach ein Freiluftkonzert. In den Garagen, die von der Roten Armee genutzt worden waren, spielte ARBOS – Gesellschaft für Musik und Theater in der Inszenierung von Herbert Gantschacher und der Dramaturgie von Dževad Karahasan quasi in Originaldekoration die Anti-Kriegsoper „Der Kaiser von Atlantis oder die Tod-Verweigerung“ in der Originalfassung des Komponisten Viktor Ullmann, der sowohl das Libretto schuf als auch die Musik komponierte.
1995 begann die baulichen Sanierung mithilfe von 30 ABM-Kräften unter der Federführung des Architekten Fabian Zimmermann Wichtigstes Bauprojekt war die Instandsetzung der Dächer des Festspielhauses. Parallel zu den Baumaßnahmen wurde vom Förderverein ein Spielbetrieb organisiert, der das Haus schrittweise revitalisierte. Im Sommer führte die Wüstenrot-Stiftung eine Fachtagung zur Zukunft des Geländes im Festspielhaus durch. Auch siedelten sich diverse Künstler auf dem Gelände an. In den Garagen begann eine Tischlerwerkstatt mit der Herstellung von Möbeln und der Kunstpreisträger Peer Alexander von Martens eröffnete eine Kantine im Seitengebäude West. Im Juli 1995 zeigte Ilja Kabakow sein Werk „The Boat of my Live“ im großen Saal.
1996 begann die Sanierung des südlichen Portikus und der Freitreppe mit Mitteln des „J. Paul Getty Trust“. Das Festspielhaus wurde in die UNESCO-Liste der schützenswerten Gebäude aufgenommen. Die sanierten östlichen Pensionshäuser bezogen der „Deutsche Werkbund Sachsen e. V.“ und die Kulturstiftung des Freistaates Sachsen.
1997 waren das Foyer mit den angrenzenden Treppenhäusern denkmalgerecht saniert. Zum Ende des Jahres kam es zur Gründung einer „Festspielhaus Hellerau gGmbH“. Gesellschafter waren die Kulturstiftung des Freistaates Sachsen, die Heinrich-Tessenow-Stiftung und der „Förderverein für eine Europäische Werkstatt für Kunst und Kultur e. V.“ Ab 1998 diente sie als allgemeine Betreibergesellschaft des Geländes. Die Kantine und die Tischlerwerkstatt schlossen im selben Jahr.
1999 begann die grundlegende Dachsanierung sowie die Sanierung der beiden westlichen Pensionshäuser. Eine provisorische Heizungsanlage ermöglichte wieder eine ganzjährige Bespielung. Im Sommer 2000 tagte ein internationales Dalcroze-Symposium. Das Medienkunstfestival Cynetart fand im November dieses Jahres zum ersten Mal im Festspielhaus Hellerau statt. 2001 war die Dachsanierung des Hauptgebäudes für 5 Millionen Euro abgeschlossen. Die Sanierung des Kasernenflügels West erfolgte. Christine Straumer gründete ein „Institut Rhythmik Hellerau“ auf dem Festspielhausgelände. Im November wurde der Vorstandsvorsitzende der „Europäischen Werkstatt e. V.“, Detlev Schneider nach zehn Jahren nicht wiedergewählt sowie als künstlerischer Leiter des Festspielhauses entlassen.
Im Jahr 2002 siedelte sich die Trans-Media-Akademie und das städtische „Dresdner Zentrum für zeitgenössische Musik“ auf dem Gelände an. Die sanierten westlichen Pensionshäuser wurden von der Kulturstiftung Sachsen bezogen. Das seit Jahren in Dresden aktive Tanztheater DEREVO siedelte sich ab 2003 auf dem Festspielhausgelände an.

### 2004–2017

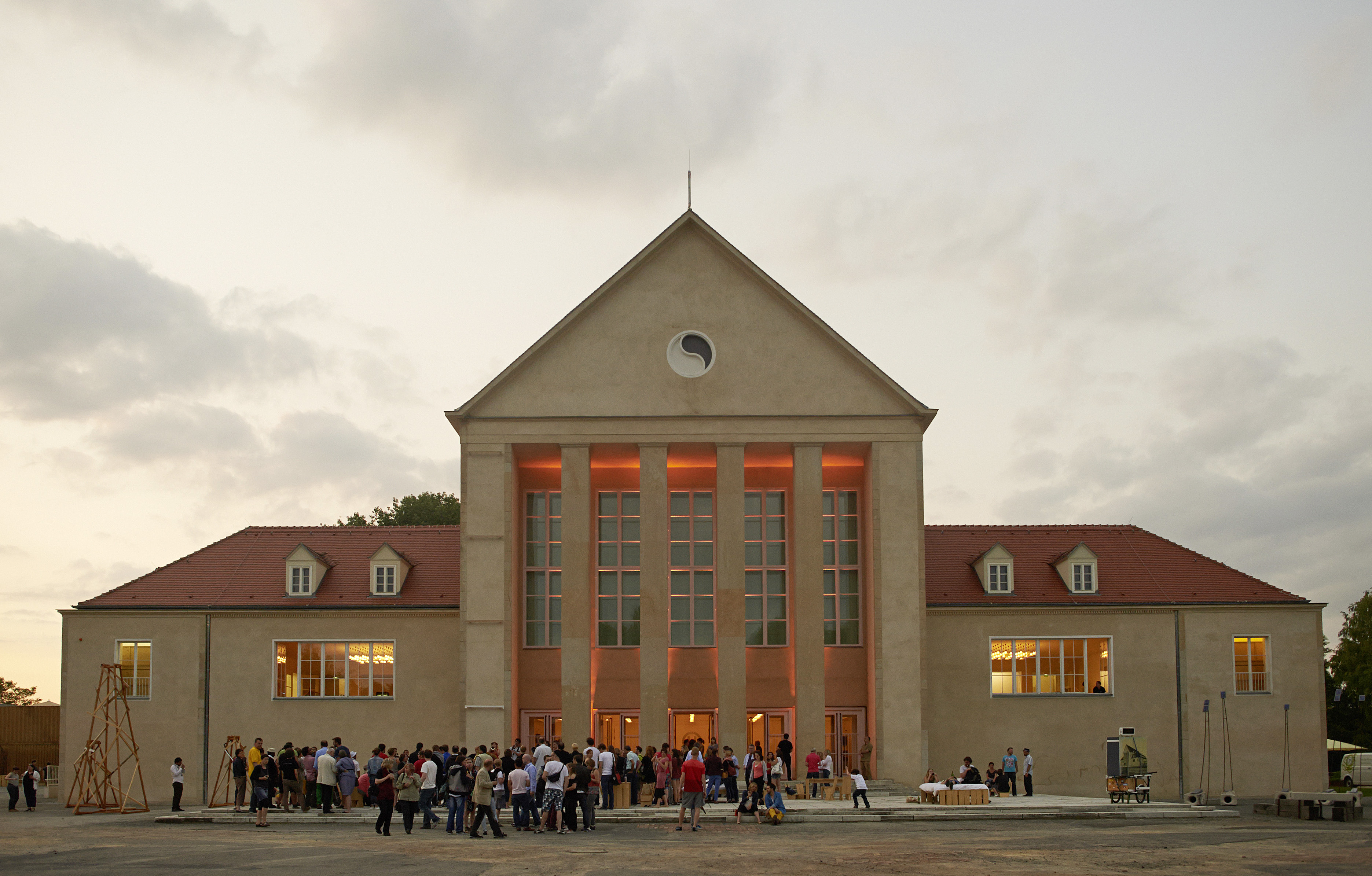
Festspielhaus Hellerau 2013

Mit dem Stichtag 1. Januar 2004 wurde das „Dresdner Zentrum für zeitgenössische Musik“ in das „Europäische Zentrum der Künste Hellerau“ umgewandelt. Udo Zimmermann war Gründungsintendant dieses neuen Zentrums, welches als Trägereinrichtung anstatt der Festspielhaus Hellerau gGmbH den Spielbetrieb im Festspielhaus sichern sollte. Am gleichen Tag übernahm die Stadt die Trägerschaft über das gesamte Gelände. Später im Jahr wurde mit der „The Forsythe Company GmbH“ ein Vertrag abgeschlossen, ihre Ballettkompanie gleichen Namens für 3 Monate im Jahr im Festspielhaus arbeiten und auftreten zu lassen.
Im Januar 2005 begann die Sanierung des Festspielhausinneren nach den Rekonstruktionsplänen des Architekten Josef Peter Meier-Scupin. Ebenfalls 2005 gründete sich der „Förderverein Hellerau e. V.“ mit dem Vereinszweck, das Festspielgelände zu rekultivieren. Dem „Förderverein für eine Europäische Werkstatt für Kunst und Kultur e. V.“ in Form der Festspielhaus Hellerau gGmbH wurde im Oktober die vorläufige Besitzeinweisung von 1994 gekündigt. 2006 endete die vom Freistaat Sachsen finanzierte Innenrestaurierung des Festspielhauses. Die Baukosten stiegen von geplanten 8 Millionen Euro auf 11,5 Millionen Euro.
Die Stadt Dresden wurde als Eigentümerin in das Grundbuch eingetragen. Zum Eröffnungsfest im September kommt das Werk Fanfanfaren für vier Trompeten von Mauricio Kagel in einer von ihm extra für Hellerau eingerichteten Version zur Aufführung. Die städtische Kultureinrichtung wurde in „Hellerau – Europäisches Zentrum der Künste Dresden“ umbenannt. Im Dezember wurde der Räumungsklage der Stadt gegen die inzwischen insolvente Festspielhaus Hellerau gGmbH stattgegeben.
Seit April 2009 wurde das Festspielhaus ganzjährig bespielt. Der Nachfolger von Udo Zimmermann als Intendant des „Europäischen Zentrums“ war Dieter Jaenicke. 2014 war der Seitenflügel West fertig saniert und es stehen seitdem zehn Künstlerappartements und eine Probebühne unter dem Dach zur Verfügung.

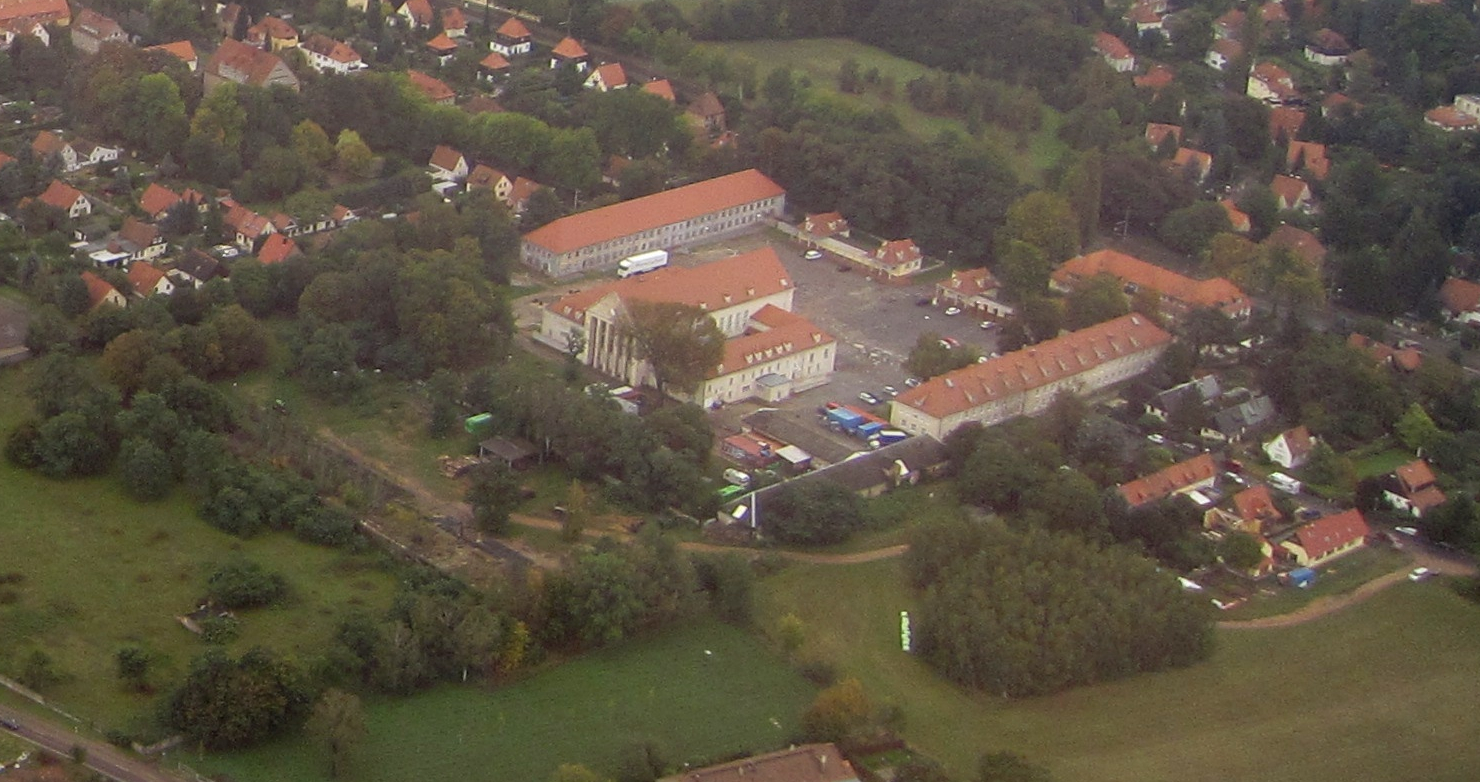
Festspielhausgelände aus Richtung Nordwest, Oktober 2016

Im April 2015 quartierte der Intendant des Europäischen Zentrums in einem der Künstlerappartements eine syrische Flüchtlingsfamilie ein. Der Förderverein Hellerau e. V. begann im Sommer mit der Anlage eines „interkulturellen Gartens“ hinter dem Hauptgebäude zwecks Integration von Geflüchteten auf dem Festspielhausgelände. Nach dem Rückzug von William Forsythe vom aktiven Tänzerdasein 2015 änderte die „The Forsythe Company GmbH“ den Namen ihrer Ballettkompanie in „Dresden Frankfurt Dance Company“ und arbeitete wie bisher im Festspielhaus weiter. Die „Festspielhaus Hellerau gGmbH“ und die „Europäische Werkstatt für Kunst und Kultur Hellerau e. V.“ verließen das Festspielhausgelände.
Im Sommer 2016 war das Dach des Seitenflügels Ost fertig saniert. Im Oktober fand ein zweitägiger Kongress gegen Rassismus und Fremdenfeindlichkeit statt, bei dem der Präsident des Europäischen Parlaments, Martin Schulz, als Hauptredner auftrat.

### 2018 – heute

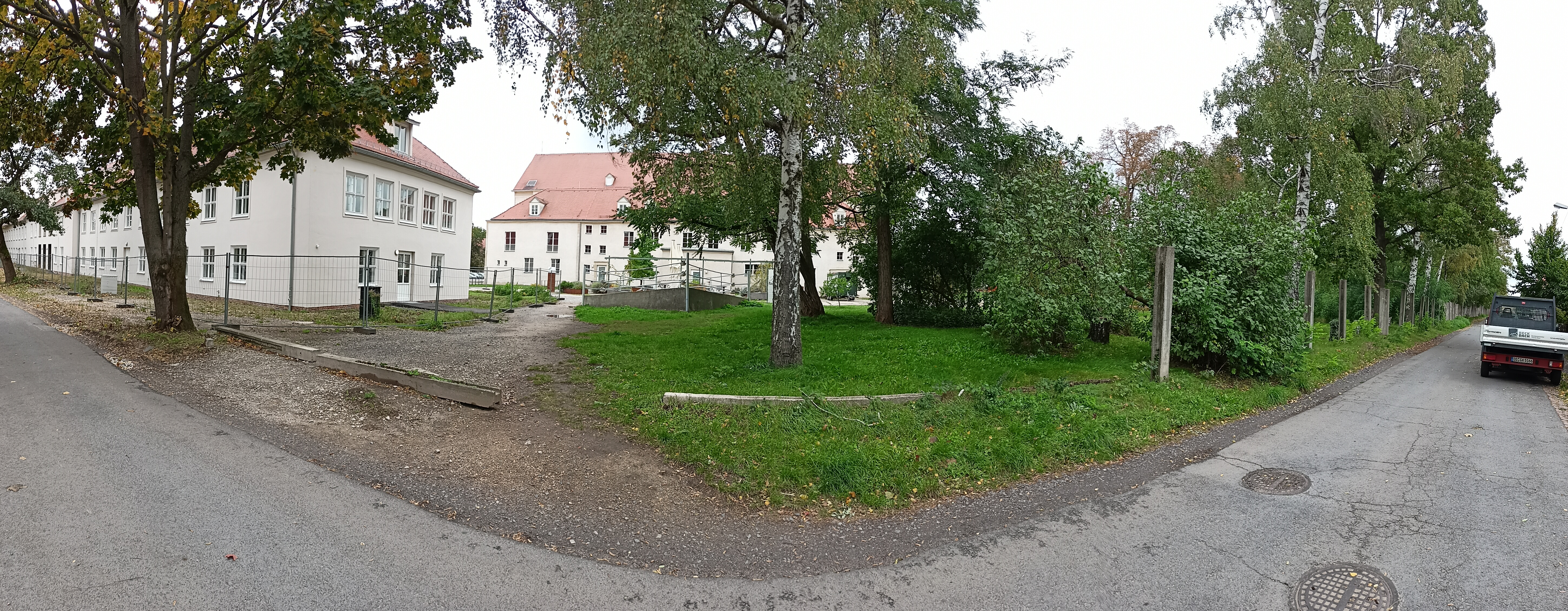
Seitenflügel Ost Panoramaaufnahme Blick vom Valeria-Kratina-Weg nach Westen, Aufnahme vom Oktober 2024

Mitte 2018 verließ das Tanztheater DEREVO das Festspielhausgelände. Auch die syrische Flüchtlingsfamilie wohnt nicht mehr auf dem Gelände. Seit der Spielzeit 2018/2019 leitet Carena Schlewitt als Intendantin das Haus.
Im November 2020 beschloss der Stadtrat von Dresden die Sanierung des Flügelgebäudes Ost nach den Plänen des Architekturbüros Heinle, Wischer und Partner. Teil des Beschlusses ist die wissenschaftliche Aufarbeitung der Bau- und Nutzungsgeschichte der ehemaligen Kasernenflügel während der Jahre 1938 bis 1945.
Im Sommer 2024 wurde nach 85 Jahren die östliche Kasernenmauer abgerissen. Die Außenhaut des Seitenflügels Ost ist saniert und die Innenausbauten finden statt.